# Christian Lépine
Christian Lépine (ur. 18 września 1951 w Montrealu) – kanadyjski duchowny katolicki, arcybiskup Montrealu od 2012.

## Życiorys

### Prezbiterat
Święcenia kapłańskie przyjął 7 września 1983. Studiował w Rzymie, gdzie uzyskał licencjat z teologii dogmatycznej na Papieskim Uniwersytecie Gregoriańskim. Inkardynowany do archidiecezji Montrealu, pracował przez wiele lat jako duszpasterz parafialny. Był także m.in. sekretarzem biskupim, pracownikiem kilku dykasterii Kurii Rzymskiej oraz wykładowcą seminarium.

### Episkopat
11 lipca 2011 został mianowany biskupem pomocniczym archidiecezji Montréal oraz biskupem tytularnym Zabi. Sakry biskupiej udzielił mu 10 września 2011 – kard. Jean-Claude Turcotte. Po sakrze pełnił funkcję wikariusza biskupiego ds. rodziny.
20 marca 2012 został mianowany przez Benedykta XVI arcybiskupem metropolitą Montréalu. Ingres odbył się 27 kwietnia 2012.